# Architecture totalitaire

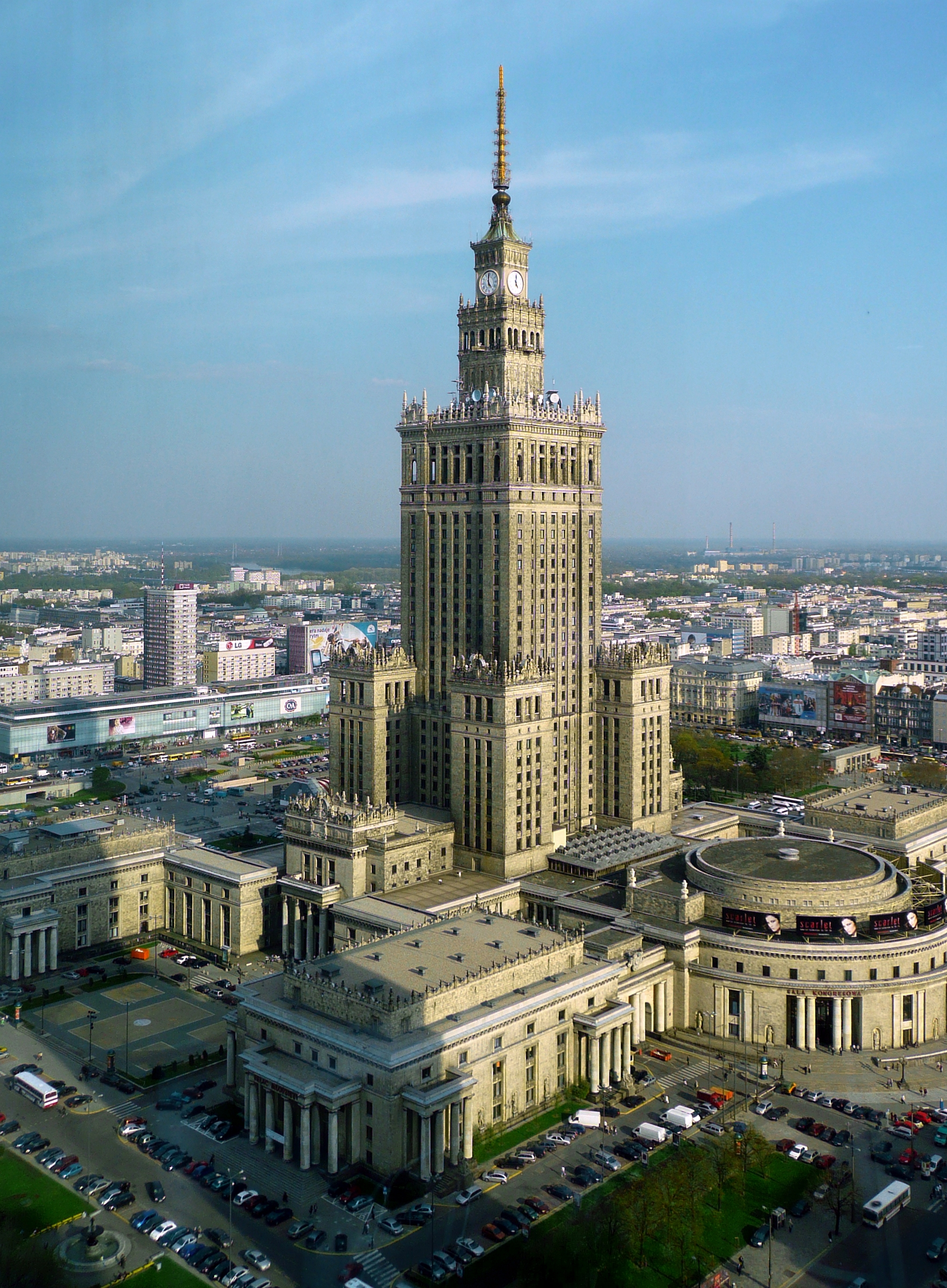
Le palais de la Culture et de la Science à Varsovie.

Le syntagme architecture totalitaire désigne l'architecture des régimes totalitaires du XXe siècle, soit le régime fasciste italien (1922-1945), le régime nazi allemand (1933-1945) et les régimes communistes essentiellement pendant leur période stalinienne (1929-1953). Ce concept repose sur le constat de l'importance donnée à l'architecture dans ces régimes et insiste sur le fait que ces régimes, malgré leurs différences, ont abouti à des conceptions architecturales comparables.
Ce type d'architecture est né en Italie dans les années 1920 avec l'ascension du fascisme. Elle se répand rapidement dans les pays totalitaires d'Europe tels que l'Allemagne nazie et l'Union soviétique de Staline jusqu'à la fin de la Seconde Guerre mondiale.
Pour se démarquer de la notion d'« architecture totalitaire », qu'ils récusent, les tenants de l'architecture moderne ont affirmé que l'architecture des régimes totalitaires s'identifiait avec le retour à la seule tradition néoclassique, contre le mouvement moderne incarné par les Congrès internationaux d'architecture moderne (CIAM). En fait, d'une part l'architecture néoclassique n'a pas été l'apanage des seuls régimes totalitaires, et d'autre part ceux-ci ont développé des styles architecturaux diversifiés, y compris celui l'architecture moderne.

## La monumentalité néoclassique: architecture totalitaire ou style des années 1930?
Le concept d'architecture totalitaire repose sur la similitude constatée entre certaines réalisations des régimes fasciste, nazi et soviétique, tant sur le plan quantitatif (grande période de construction publique, taille des monuments) que qualitatif (reprise d'éléments néoclassiques et modernes).
Les régimes totalitaires ont en effet accordé une grande place à l'architecture en tant qu'expression visible à la fois de la « révolution » en marche et des valeurs des régimes (primauté de la collectivité sur l'individu, ordre, fusion autour d'un projet collectif). Lénine parle dès 1918, à une époque où il n'était pas encore question de totalitarisme, de « propagande monumentale ».
L'assimilation du néoclassicisme des années 1930 aux régimes totalitaires est critiquée par ceux qui préfèrent évoquer un « style des années 1930 », qui font remarquer que les constructions contemporaines des pays démocratiques pluralistes présentent les mêmes caractéristiques. Comme le rappelle le professeur en architecture Jean-Louis Cohen : « Les régimes autoritaires sont loin d'être les seuls commanditaires des monuments classiques, comme en témoignent les aménagements de la colline de Chaillot à Paris, du Triangle fédéral de Washington et les grands bâtiments publics britanniques. Les grandes expositions internationales sont aussi le prétexte à des démonstrations d'hystérie architecturale dans lesquelles les conservateurs sont toujours gagnants ». ».
Les constructions des bâtiments administratifs de Washington (le Supreme Court Building, le National Gallery of Art, les National Archives, le Jefferson Memorial) et du New Deal aux États-Unis (« marqué par un classicisme dépouillé dont Paul Philippe Cret se fera le théoricien » à partir de 1932), les bâtiments de l'Exposition universelle de 1937 à Paris en France (palais de Chaillot, palais des musées d'Art moderne, etc.) ainsi que de nombreux bâtiments à Bruxelles (Stade du Centenaire, Grand palais des Expositions du Centenaire, siège de la société Belgian Shell, siège des Assurances Générales de Trieste, gare de Bruxelles-Central, etc.) où le style monumental continue après la Seconde Guerre mondiale (siège de la Banque nationale de Belgique, galerie Ravenstein, gare de Bruxelles-Nord, Palais des Congrès, Bibliothèque royale Albert Ier, Palais de la Dynastie).
L'architecte nazi Albert Speer le reconnaît lui-même dans ses mémoires : « On a plus tard affirmé que ce style (néoclassique) était la marque de l'architecture d'État des régimes totalitaires. Cela est totalement inexact. C'est plutôt la marque d'une époque, reconnaissable à Washington, à Londres ou Paris, tout comme à Rome, Moscou ou dans nos projets de Berlin ». Ce style des années 1930, caractérisé par l'essor de l'utilisation massive du béton armé, permet tout simplement l'affirmation dans le domaine architectural des États (Jean-Louis Cohen parle de « stratégies monumentales propres aux pouvoirs étatiques — qu'ils soient autoritaires ou démocratiques ») et de leur intervention croissante dans l'économie, provoquée par la Première Guerre mondiale et par les crises financières, avec le concept de planification économique et territoriale. Il est donc l'expression d'un État interventionniste, qu'il soit État-providence démocratique ou État-omnipotent totalitaire.

## Les ambiguïtés: un style ou des styles?
L'architecture des régimes totalitaires a notamment pour vocation d'exprimer la volonté de ces régimes d'imposer la supériorité du collectif sur l'individu. Cela s'exprime par une architecture monumentale pouvant fréquemment s'inspirer des classiques gréco-romains. Cependant, la réalité est plus complexe et l'architecture des régimes totalitaires ne se réduit pas aux envolées des gratte-ciel staliniens ou aux lourdes colonnades massives de la chancellerie du Reich :
- Tout d'abord, modernisme et traditions en architecture se sont interpénétrés au cours des années 1930. Le professeur d'architecture Bertrand Lemoine explique (à propos de l'Exposition universelle de 1937) : « Il serait trop schématique de simplement opposer classicisme et modernisme, car en 1937 comme dans les années 1930, la tendance à l'intégration est assez forte entre les deux »[9].
- Ensuite, les régimes totalitaires ont mis en œuvre plusieurs styles architecturaux, que ce soit successivement dans le temps ou parallèlement, non sans débats, conflits internes ou ambiguïtés.

### L'URSS
L'architecture soviétique des années 1920, comme l'art de la période dans son ensemble, est une architecture d'avant-garde formidablement novatrice avec des hommes tels que Vladimir Tatline, Alexandre Rodtchenko, Constantin Melnikov.
L'art et l'architecture ne deviennent réellement « totalitaires » en URSS qu'avec l'arrivée au pouvoir de Staline, qui entend rivaliser avec les centres-villes américains et impose de gigantesques gratte-ciel du style soreal comme l'université Lomonossov et ses copies édifiées dans les États-satellites à Varsovie en Pologne, Prague en Tchécoslovaquie, Bucarest en Roumanie, Riga en Lettonie à Shanghai en Chine.
L'Union soviétique s'est aussi fortement inspirée du mouvement moderne des années 1930, notamment de l'œuvre d'Auguste Perret.

### L'Italie fasciste

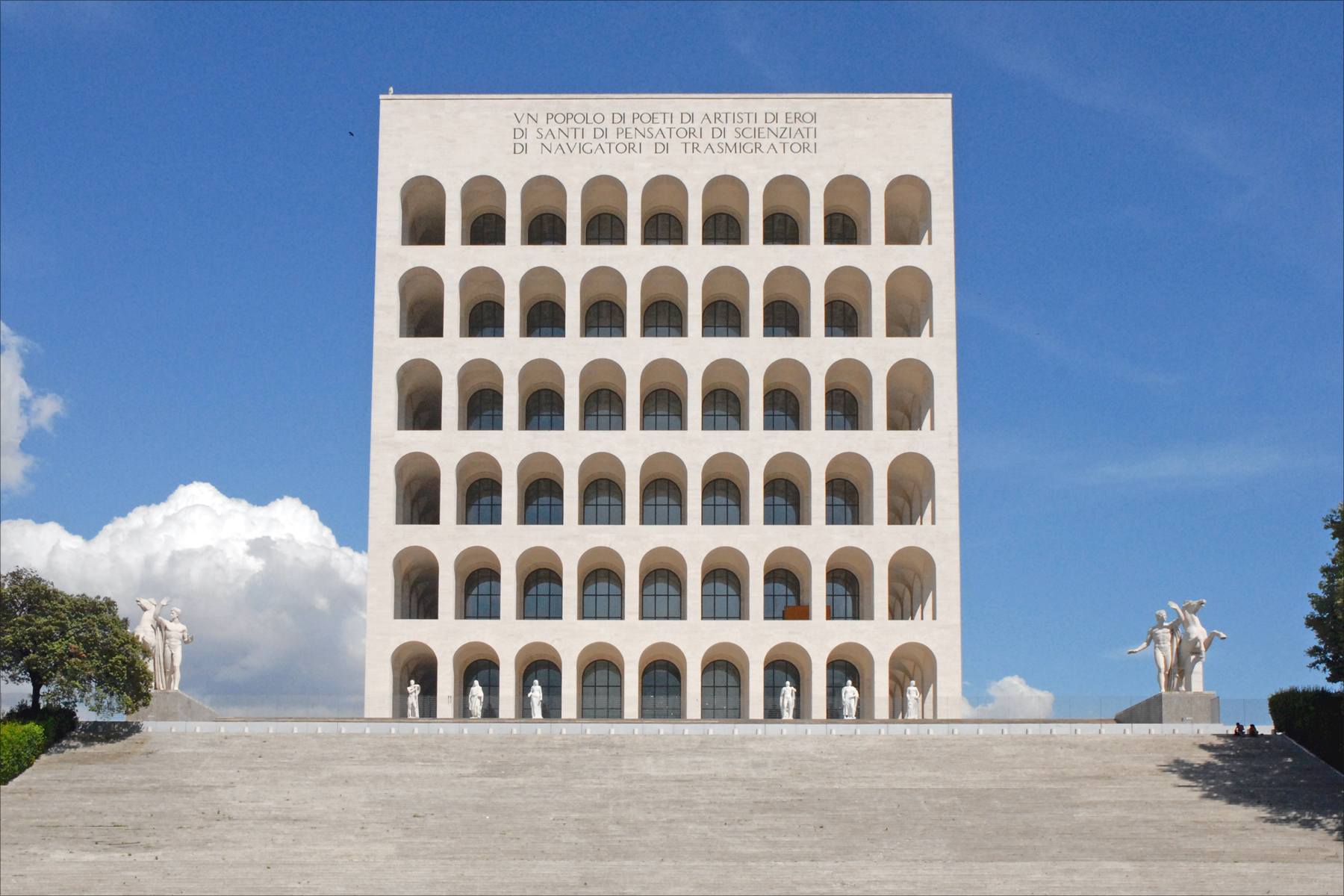
Quartier de l'EUR - Rome.

L'Italie fasciste se réfère aussi au style international, que l'on peut découvrir lors de la réalisation de la Maison du Fascisme de Côme de l'architecte Giuseppe Terragni.
Il y a les villes nouvelles au sud de Rome (Marais pontins) : Latina, Pontinia, Sabaudia. Les palais de justice de Milan ou de Palerme. 
Le stade des Marbres à Rome se veut plus historicisant.
L'architecture fasciste est marquée par la lutte entre le courant rationaliste (incarné par le mouvement MIAR) et le courant historiciste (influence de Chirico, l'architecte Giovanni Muzio (en), etc.).

### Le régime nazi
L'architecture nazie s'est divisée en plusieurs styles, spécialisés dans des fonctions sociales différentes, et éventuellement contradictoires entre eux. L'historien d'art Kenneth Frampton parle à cet égard de « schizophrénie stylistique ».
Ces principaux styles sont :
- Une architecture néoclassique pour les monuments d'État. Ce sont par exemple le Reichsparteitagsgelände pour les fêtes du parti de Nuremberg en 1937, la nouvelle chancellerie du Reich en 1938, le projet de Germania en 1939, etc.). Il s'inspire de Gilly, Langhans et Schinkel. Il est principalement soutenu par Ludwig Troost (travaux à Munich) et Albert Speer.
- Une architecture vernaculaire (heimatstil) ou style moderne fonctionnaliste pour les logements. Un style marqué notamment par l'importance du toit des maisons pour sa fonction enracinante. Ce sont par exemple les logements pour les ouvriers de Heinkel réalisés par Rimpl à Oranienbourg en 1936. Il est incarné par l'architecte Paul Schultze-Naumburg.
- Un style néo-médiéval « germanique » pour les écoles politiques du parti nazi (Ordensburg). Les idéologues nazis ne pouvaient en effet se satisfaire pleinement pour l'architecture monumentale des solutions néoclassiques, d'essence latine et méditerranéenne.
- Un décor populaire pseudo-rococo pour les installations de loisirs populaires du Kraft durch Freude (KDF) (théâtres, bateaux, etc.).

## Réalisations et projets

### Allemagne nazie
- Berlin : Welthauptstadt Germania, projet de nouvelle capitale du Reich élaboré par l'architecte Albert Speer (1942). Seule la Neue Reichskanzlei (« nouvelle chancellerie ») a été construite, puis détruite au cours du conflit.
- Berlin : le stade olympique.
- Berlin : le Reichsluftfahrtministerium (Ministère de l'Aviation du Reich), qui abrite désormais les bureaux du ministère fédéral allemand des Finances.
- Nuremberg : Le Reichsparteitagsgelände et le Deutsches Stadion.

### Bulgarie
- Largo (Sofia)

### Corée du Nord
- Hôtel Ryugyong

### Italie fasciste
- Côme : Maison des syndicats fascistes de Giuseppe Terragni, appartenant maintenant à la "Guardia di Finanza".
- Rome : quartier de l'Esposizione Universale di Roma ou « EUR » (exposition prévue en 1942, mais non tenue), constitué notamment du « Palais de la Civilisation du Travail » (aussi nommé « Colisée carré » et inspiré des tableaux de Chirico), du « Musée de la Civilisation Romaine » ou le Palais du Sport.
- Rome : gare Termini.
- Villes nouvelles dans les Marais pontins : Latina, Pontinia, Sabaudia.
- Palais de justice de Milan ou de Palerme.

### Lettonie
- Palais de la Culture et de la Science (Riga)

### Pologne
- Varsovie : un gratte-ciel stalinien, le palais de la culture et de la science.

### République démocratique allemande
- Berlin-Est : la Karl-Marx-Allee, boulevard de 2 km style stalinien.

### Roumanie
- Bucarest : la "Casa Scânteii" , le palais du Parlement (ou « Maison du Peuple » - "Casa Poporului") et la Casa Radio.

### Tchéquie
- Prague : Hôtel International Prague

### URSS

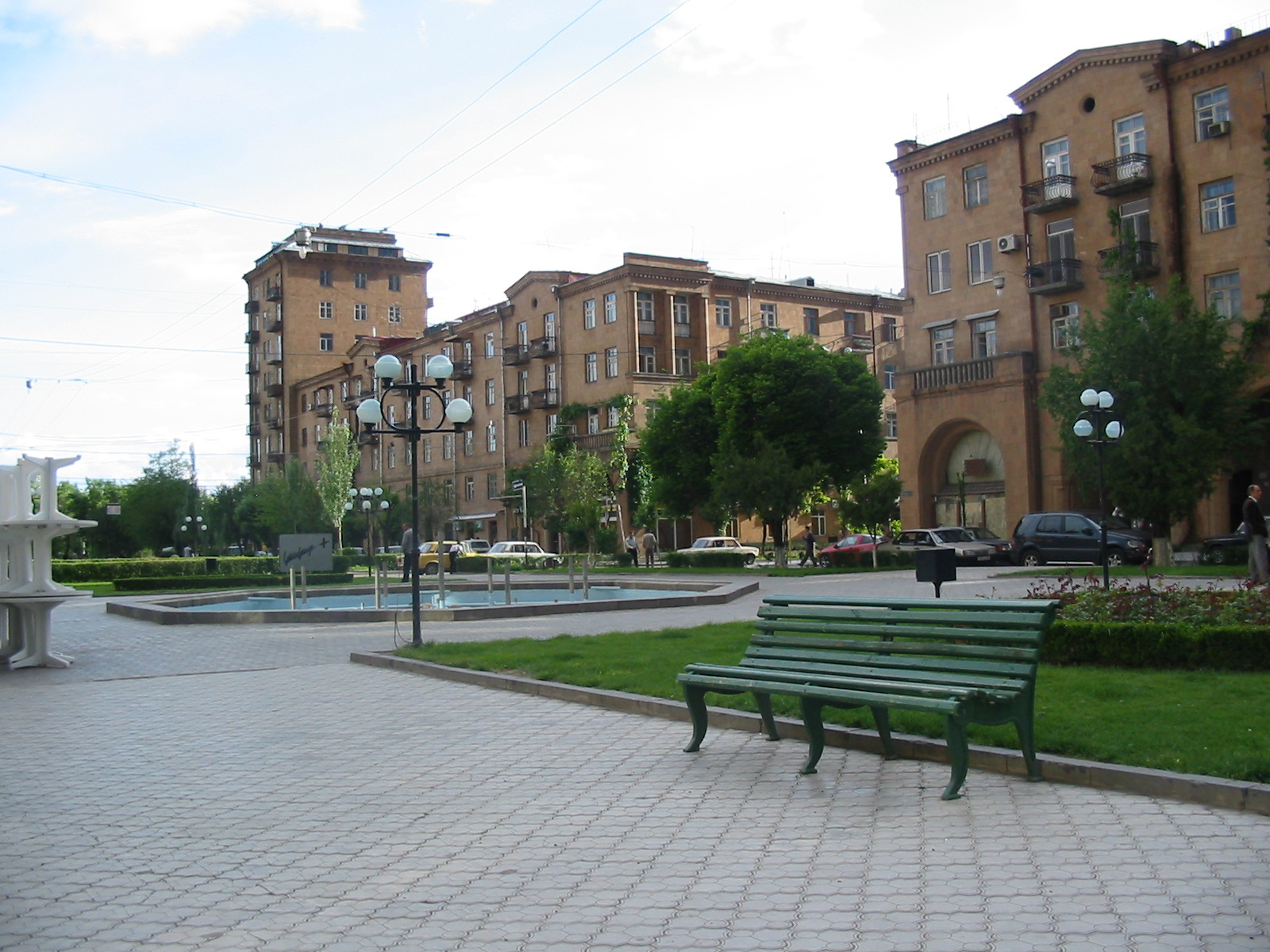
Erevan, Arménie, vue depuis la Cascade

- Moscou : les sept gratte-ciel staliniens.
- Moscou : métro (formes monumentales et décoration notamment néo-baroque).
- Erevan (Arménie) : centre-ville.

### Expositions
- Art and Power: Europe Under the Dictators 1930-45, exposition itinérante européenne (www.dhm.de) à Londres, Barcelone (Center of Contemporary Culture), etc. tenue en 1996 (query.nytimes.com).

#### Thème général
- Galerie d'images de la NorthWestern University, Chicago
- Petite bibliographie en anglais, University of Washington
- En contrepoint : l'architecture britannique d'État des années 1930
- Texte L'archittetura nei regimi totalitari

#### Italie fasciste
- Voir la photo de la Maison du Fascisme de Côme
- Images de l'architecture fasciste
- Le Stade des Marbres, Rome

#### Allemagne nazie
- Images de l'architecture nazie
- Le projet Germania (site favorable à la réhabilitation d'Arno Breker mais bien illustré)

#### URSS
- Architecture et utopie communiste à Moscou
- Projets de gratte-ciel à Moscou